# Президентские выборы в Сомалиленде (2010)
Президентские выборы в непризнанном государстве Сомалиленд 2010 года прошли 26 июня. Первоначально планировалось, что выборы пройдут в 2008 или в 2009 году — предыдущие прошли в 2003 году.
В выборах приняли участие трое кандидатов:
- Дахир Риял Кахин — действующий на момент выборов президент Сомалиленда, победивший на президентских выборах 2003 года с минимальным перевесом;
- Фейсал Али Варабе — лидер оппозиционной партии За справедливость и развитие; инженер, получил образование в Ленинграде, позднее учился в Хельсинки;
- Ахмед Силаньо — лидер оппозиционной партии «Kulmiye» (Партия мира, единства и развития), на выборах 2003 года получил 42,1 % голосов; магистр экономики (Манчестерский университет), в 1997-99 — министр финансов Сомалиленда.

В связи с напряжённой обстановкой правительство закрыло границу с Сомали и ограничило перемещение транспорта внутри страны. В Сомалиленде считают, что выборы продемонстрируют существование в непризнанном государстве демократии и помогут ускорить процесс его международного признания.
Выборы прошли при высокой явке и больших очередях на избирательных участках. Международные наблюдатели считают, что выборы прошли демократично, однако известно, что в провинции Соол на юго-востоке Сомалиленда местные вооружённые отряды застрелили члена избирательной комиссии. Результаты выборов стали известны через неделю после голосования.

## Результаты
- Ахмед Силаньо — 266 906 (49,59 %) голосов[3];
- Дахир Риял Кахин — 178 881 (33,23 %) голосов[3];
- Фейсал Али Варабе — 92 439 (17,18 %) голосов[3].

Таким образом, Силаньо стал четвёртым президентом Сомалиленда.